# Veigné
Veigné és un municipi francès, situat al departament de l'Indre i Loira i a la regió de Centre – Vall del Loira. L'any 2007 tenia 5.938 habitants.

## Demografia

### Població
El 2007 la població de fet de Veigné era de 5.938 persones. Hi havia 2.176 famílies, de les quals 402 eren unipersonals (136 homes vivint sols i 266 dones vivint soles), 802 parelles sense fills, 853 parelles amb fills i 119 famílies monoparentals amb fills.
La població ha evolucionat segons el següent gràfic:
Habitants censats

### Habitatges
El 2007 hi havia 2.354 habitatges, 2.195 eren l'habitatge principal de la família, 57 eren segones residències i 102 estaven desocupats. 2.222 eren cases i 122 eren apartaments. Dels 2.195 habitatges principals, 1.797 estaven ocupats pels seus propietaris, 373 estaven llogats i ocupats pels llogaters i 25 estaven cedits a títol gratuït; 23 tenien una cambra, 81 en tenien dues, 276 en tenien tres, 572 en tenien quatre i 1.243 en tenien cinc o més. 1.783 habitatges disposaven pel capbaix d'una plaça de pàrquing. A 825 habitatges hi havia un automòbil i a 1.238 n'hi havia dos o més.

### Piràmide de població
La piràmide de població per edats i sexe el 2009 era:
| Homes | Edats   | Dones |
| ----- | ------- | ----- |
| 0     | 95 o +  | 1     |
| 5     | 90 a 94 | 24    |
| 21    | 85 a 89 | 57    |
| 18    | 80 a 84 | 33    |
| 55    | 75 a 79 | 58    |
| 97    | 70 a 74 | 66    |
| 185   | 65 a 69 | 149   |
| 159   | 60 a 64 | 164   |
| 130   | 55 a 59 | 179   |
| 222   | 50 a 54 | 205   |
| 165   | 45 a 49 | 194   |
| 193   | 40 a 44 | 176   |
| 256   | 35 a 39 | 236   |
| 141   | 30 a 34 | 183   |
| 119   | 25 a 29 | 147   |
| 102   | 20 a 24 | 123   |
| 182   | 15 a 19 | 138   |
| 229   | 10 a 14 | 204   |
| 202   | 5 a 9   | 208   |
| 129   | 0 a 4   | 96    |

## Economia
El 2007 la població en edat de treballar era de 3.752 persones, 2.752 eren actives i 1.000 eren inactives. De les 2.752 persones actives 2.620 estaven ocupades (1.381 homes i 1.239 dones) i 132 estaven aturades (60 homes i 72 dones). De les 1.000 persones inactives 403 estaven jubilades, 380 estaven estudiant i 217 estaven classificades com a «altres inactius».

### Ingressos
El 2009 a Veigné hi havia 2.251 unitats fiscals que integraven 5.930,5 persones, la mediana anual d'ingressos fiscals per persona era de 21.214 €.

### Activitats econòmiques
Dels 247 establiments que hi havia el 2007, 5 eren d'empreses alimentàries, 5 d'empreses de fabricació de material elèctric, 1 d'una empresa de fabricació d'elements pel transport, 14 d'empreses de fabricació d'altres productes industrials, 40 d'empreses de construcció, 67 d'empreses de comerç i reparació d'automòbils, 11 d'empreses de transport, 11 d'empreses d'hostatgeria i restauració, 3 d'empreses d'informació i comunicació, 10 d'empreses financeres, 4 d'empreses immobiliàries, 23 d'empreses de serveis, 31 d'entitats de l'administració pública i 22 d'empreses classificades com a «altres activitats de serveis».
Dels 60 establiments de servei als particulars que hi havia el 2009, 1 era una oficina de correu, 1 una oficina bancària, 1 funerària, 10 tallers de reparació d'automòbils i de material agrícola, 3 paletes, 11 guixaires pintors, 4 fusteries, 10 lampisteries, 4 electricistes, 1 empresa de construcció, 6 perruqueries, 3 restaurants, 1 agència immobiliària, 1 tintoreria i 3 salons de bellesa.
Dels 22 establiments comercials que hi havia el 2009, 1 era un hipermercat, 2 grans superfícies de material de bricolatge, 1 una botiga de més de 120 m², 4 fleques, 2 carnisseries, 1 una peixateria, 1 una llibreria, 2 botigues d'equipament de la llar, 3 botigues de mobles, 2 drogueries, 1 un drogueria i 2 floristeries.
L'any 2000 a Veigné hi havia 18 explotacions agrícoles que ocupaven un total de 828 hectàrees.

## Equipaments sanitaris i escolars
El 2009 hi havia 2 farmàcies i 1 ambulància.
El 2009 hi havia 2 escoles maternals i 2 escoles elementals. Veigné disposava d'un iceu d'ensenyament general amb 355 alumnes.

## Poblacions més properes
El següent diagrama mostra les poblacions més properes.